# Altin Zogaj
Altin Zogaj (* 9. Juli 1993) ist ein Profiboxer kosovo-albanischer Herkunft. Er boxt in den Gewichtsklassen Halbschwergewicht. Er konnte im Jahre 2021 seinen ersten Titel (Int. BDB Deutscher Meister) erstreiten.

## Leben
Altin Zogaj lebte in seinen ersten vier Lebensjahren im Kosovo (Komoran), bis er und seine Familie (eine Schwester sowie ein Bruder) vor dem Kosovokrieg (1998/99) nach Waiblingen (Baden-Württemberg) flüchteten. Er besuchte die Grundschule in Neustadt an der Rems und wechselte nach fünf Jahren an der Hauptschule Bittenfeld auf eine Werkrealschule in Waiblingen. Dort erwarb er 2010 die Mittlere Reife. Im Anschluss besuchte er das Berufskolleg in Waiblingen und schloss sein Fachabitur ab. Nach seinem Fachabitur 2013 begann er 2014 mit dem Informatikstudium an der HFT in Stuttgart.
Zogaj spielte bis 2014 Fußball im Verein, zuletzt beim 1. FC Normannia Gmünd.

## Amateurboxen
Altin Zogaj begann 2015 seine Amateur-Laufbahn und gewann 17 von insgesamt 20 Kämpfen bei zwei Niederlagen und einem Unentschieden. Innerhalb von drei Jahren war er einmal Baden-Württembergischer Meister und einmal Vizemeister.

## Profikarriere
Am 5. Mai 2018 bestritt Zogaj seinen ersten Profikampf. Seitdem ist er in seinen ersten 16 Kämpfen ungeschlagen. Davon beendete er acht Kämpfe vorzeitig. In seinem achten Kampf am 3. November 2021 in Wangen im Allgäu boxte er gegen Michal Ryba um den deutschen-Meister-Titel im Halbschwergewicht und gewann nach zehn Runden einstimmig nach Punkten. Am 17. Juni 2023 wurde er in Stuttgart im Titelkampf gegen den Italiener Riccardo Valentino Europameister der IBO. Am 13. Juni 2024 gewann er in der vierten Runde durch K. o. gegen den ungeschlagenen Rico Giger aus der Schweiz und wurde somit IBO International Champion. Am 22. Februar 2025 wurde Zogaj zum zweifachen Europameister er gewann gegen Alexander Rigas einstimmig nach zehn Runden und sicherste sich erstmals einen Titel im Weltverband der WBA. Trainiert wird er von Konrad (Conny) Mittermeier.

## Erfolge

### Amateur (17-2-1)
- 2016: Baden-Württembergischer Meister
- 2017: Baden-Württembergischer Vizemeister

### Profi (16-0)
- 5. Mai 2018: Profi-Debüt
- 6. November 2021: Int. Deutscher Meister im Halbschwergewicht
- 4. Juni 2022: Titelverteidigung Int. Deutsche Meisterschaft im Halbschwergewicht
- 17. Juni 2023: IBO Europameister
- 13. Juni 2024: IBO International Champion
- 28. September 2024: Titelverteidigung IBO International Champion
- 22. Februar 2025: WBA Europameister